# 2006年美國職棒大聯盟選秀
2006年美國職棒大聯盟選秀為大聯盟第42屆選秀，在美國時間6月6日至7日舉行。堪薩斯市皇家的Luke Hochevar為該年首輪選秀狀元。

## 第一輪選秀
Key
|   | 入選美國職棒大聯盟全明星賽的球員 |
| * | 並未簽約的球員                   |

| 選秀順位 | 球員                        | 球隊           | 位置     | 畢業學校                 |
| -------- | --------------------------- | -------------- | -------- | ------------------------ |
| 1        | 路克·霍切瓦                 | 堪薩斯市皇家   | 右投     | 田納西大學               |
| 2        | 葛雷格·雷諾斯               | 科羅拉多洛磯   | 右投     | 史丹佛大學               |
| 3        | 埃文·朗歌利亞               | 坦帕灣光芒     | 三壘手   | 加州州立大學長堤分校     |
| 4        | 布萊德·林肯                 | 匹茲堡海盜     | 右投     | 休士頓大學               |
| 5        | 布蘭登·莫羅                 | 西雅圖水手     | 右投     | 加利福尼亞大學柏克萊分校 |
| 6        | 安德魯·米勒                 | 底特律老虎     | 左投     | 北卡羅來納大學教堂山分校 |
| 7        | 克萊頓·克蕭                 | 洛杉磯道奇     | 左投     | 高地公園高中             |
| 8        | 德魯·史塔布斯 （ 英语 ： Drew Stubbs） | 辛辛那提紅人   | 中外野手 | 德州大學奧斯汀分校       |
| 9        | 比爾·羅威爾                 | 巴爾的摩金鶯   | 三壘手   | 主教尤斯塔預科學校       |
| 10       | 蒂姆·林斯肯                 | 舊金山巨人     | 右投     | 華盛頓大學               |
| 11       | 麥斯·薛澤                   | 亞利桑那響尾蛇 | 右投     | 密蘇里大學               |
| 12       | 卡西·凱克                   | 德州遊騎兵     | 左投     | 羅塞爾郡高中             |
| 13       | 泰勒·柯爾文                 | 芝加哥小熊     | 左外野手 | 克萊門森大學             |
| 14       | 崔維斯·史奈德               | 多倫多藍鳥     | 右外野手 | 亨利·傑克森高中          |
| 15       | 克里斯·馬瑞洛               | 華盛頓國民     | 三壘手   | 愛德華·佩斯高中          |
| 16       | 傑瑞米·傑弗瑞斯             | 密爾瓦基釀酒人 | 右投     | 哈利法克斯郡高中         |
| 17       | 麥特·安東涅里               | 聖地牙哥教士   | 三壘手   | 威克森林大學             |
| 18       | 凱爾·德拉貝克               | 費城費城人     | 右投     | 伍德蘭高中               |
| 19       | 布萊特·辛克貝爾             | 佛羅里達馬林魚 | 右投     | 密蘇里州立大學           |
| 20       | 克里斯·帕梅利               | 明尼蘇達雙城   | 右外野手 | 奇諾丘高中               |
| 21       | 伊恩·甘迺迪                 | 紐約洋基       | 右投     | 南加州大學               |
| 22       | 寇頓·威廉斯                 | 華盛頓國民     | 右投     | 約翰·卡羅天主教高中      |
| 23       | 麥斯威爾·薩普               | 休士頓太空人   | 捕手     | 摩爾主教高中             |
| 24       | 柯迪·強森                   | 亞特蘭大勇士   | 一壘手   | 克勞佛·莫斯利高中        |
| 25       | 漢克·康格                   | 洛杉磯天使     | 捕手     | 杭亭頓海灘高中           |
| 26       | 布萊恩·莫里斯               | 洛杉磯道奇     | 右投     | 摩特羅州立社區大學       |
| 27       | 傑森·普拉斯                 | 波士頓紅襪     | 中外野手 | 伍倫高中                 |
| 28       | 丹尼爾·巴德                 | 波士頓紅襪     | 右投     | 北卡羅來納大學教堂山分校 |
| 29       | 凱爾·麥庫洛                 | 芝加哥白襪     | 右投     | 德州大學奧斯汀分校       |
| 30       | 亞當·歐塔維諾               | 聖路易紅雀     | 右投     | 東北大學                 |

### 第一輪補充選秀
| 選秀順位 | 球員              | 球隊             | 位置     | 畢業學校                 |
| -------- | ----------------- | ---------------- | -------- | ------------------------ |
| 31       | 普萊斯頓·馬丁利   | 洛杉磯道奇       | 游擊手   | 伊凡斯維爾中央高中       |
| 32       | 佩卓·畢托         | 巴爾的摩金鶯     | 右投     | 聖彼得堡學院             |
| 33       | 伊曼紐·布里斯     | 舊金山巨人       | 游擊手   | 肯特州立大學             |
| 34       | 布魯克斯·布朗     | 亞利桑那響尾蛇   | 右投     | 喬治亞大學               |
| 35       | 凱勒·伯克         | 聖地牙哥教士     | 右外野手 | 歐特瓦高中               |
| 36       | 克里斯·柯格蘭     | 佛羅里達馬林魚   | 三壘手   | 密西西比大學             |
| 37       | 艾德里安·卡登納斯 | 費城費城人       | 游擊手   | 愛德華·佩斯高中          |
| 38       | 柯瑞·拉斯莫斯     | 亞特蘭大勇士     | 右投     | 羅塞爾郡高中             |
| 39       | 大衛·赫夫         | 克里夫蘭印地安人 | 左投     | 加利福尼亞大學洛杉磯分校 |
| 40       | 克里斯·強森       | 波士頓紅襪       | 左投     | 詹姆斯麥迪遜大學         |
| 41       | 喬巴·張伯倫       | 紐約洋基         | 右投     | 內布拉斯加大學林肯分校   |
| 42       | 克里斯·培瑞茲     | 聖路易紅雀       | 右投     | 邁阿密大學               |
| 43       | 史蒂芬·艾法茲     | 亞特蘭大勇士     | 左投     | 羅賓森高中               |
| 44       | 卡萊布·克雷       | 波士頓紅襪       | 右投     | 庫爾曼高中               |

## 補償選秀
1. ↑  因比利·華格納加入大都會隊而得到補償選秀
2. ↑  因湯姆·高登（英语：Tom Gordon）加入費城人隊而得到補償選秀
3. ↑  因艾斯塔班·羅艾薩（英语：Esteban Loaiza）加入運動家隊的而得到補償選秀
4. ↑  因保羅·柏德加入印地安人隊而得到補償選秀
5. ↑  因傑夫·威佛（英语：Jeff Weaver）加入天使隊而得到補償選秀
6. ↑  因強尼·戴蒙加入洋基隊而得到補償選秀
7. ↑  因傑夫·威佛（英语：Jeff Weaver）離開道奇隊而得到額外選秀
8. ↑  因B·J·萊恩離開金鶯隊而得到額外選秀
9. ↑  因史考特·艾爾（英语：Scott Eyre）離開巨人隊而得到額外選秀
10. ↑  因提姆·沃瑞爾（英语：Tim Worrell）離開響尾蛇隊而得到額外選秀
11. ↑  因拉蒙·赫南德茲（英语：Ramon Hernandez）離開教士隊而得到額外選秀
12. ↑  因A·J·柏奈特離開馬林魚隊而得到額外選秀
13. ↑  因比利·華格納離開費城人隊而得到額外選秀
14. ↑  因凱爾·方斯沃斯（英语：Kyle Farnsworth）離開勇士隊而得到額外選秀
15. ↑  因鮑伯·霍利（英语：Bob Howry）離開印地安人隊而得到額外選秀
16. ↑  因強尼·戴蒙離開紅襪隊而得到額外選秀
17. ↑  因湯姆·高登（英语：Tom Gordon）離開洋基隊而得到額外選秀
18. ↑  因麥特·莫里斯離開紅雀隊而得到額外選秀
19. ↑  因拉斐爾·佛柯離開勇士隊而得到額外選秀
20. ↑  因比爾·穆勒（英语：Bill Mueller）離開紅襪隊而得到額外選秀

## 其他著名球員
- 克里斯·提爾曼, 第2輪, 49順位被西雅圖水手選走
- 布萊特·安德森（英语：Brett Anderson (baseball)）, 第2輪, 55順位被亞利桑那響尾蛇選走
- 韋德·勒布朗克（英语：Wade LeBlanc）, 第2輪, 61順位被聖地牙哥教士選走
- 崔佛·卡希爾, 第2輪, 66順位被奧克蘭運動家選走
- 賈斯汀·馬斯特森, 第2輪, 71順位被波士頓紅襪選走
- 喬恩·傑, 第2輪, 74順位被聖路易紅雀選走
- 布倫南·波斯奇（英语：Brennan Boesch）, 第3輪, 82順位被底特律老虎選走
- 查克·布里頓, 第3輪, 85順位被巴爾的摩金鶯選走
- 喬·史密斯（英语：Joe Smith (pitcher)）, 第3輪, 94順位被紐約大都會選走
- 薩克·麥克艾利斯特（英语：Zach McAllister）, 第3輪, 104順位被紐約洋基選走
- 亞力士·柯布, 第4輪, 109順位被坦帕灣魔鬼魚選走
- 傑瑞德·休斯（英语：Jared Hughes）, 第4輪, 110順位被匹茲堡海盜選走
- 克里斯·強森, 第4輪, 129順位被休士頓太空人選走
- 克里斯·戴維斯, 第5輪, 148順位被德州遊騎兵選走
- 傑夫·薩馬吉加（英语：Jeff Samardzija）, 第5輪, 149順位被芝加哥小熊選走
- 克理斯·亞契, 第5輪, 161順位被克里夫蘭印地安人選走
- 喬治·康托斯（英语：George Kontos）, 第5輪, 164順位被紐約洋基選走
- 傑森·柏肯（英语：Jason Berken）, 第6輪, 175順位被巴爾的摩金鶯選走
- 安德魯·貝利, 第6輪, 188順位被奧克蘭運動家選走
- 巴德·諾里斯（英语：Bud Norris）, 第6輪, 189順位被休士頓太空人選走
- 道格·費斯特, 第7輪, 201順位被西雅圖水手選走
- 賈斯汀·特納, 第7輪, 204順位被辛辛那提紅人選走
- 麥克·里克（英语：Mike Leake）, 第7輪, 218順位被奧克蘭運動家選走,但未簽約
- 戴林·貝坦西斯, 第8輪, 254順位被紐約洋基選走
- 艾倫·克雷格（英语：Allen Craig）, 第8輪, 256順位被聖路易紅雀選走
- 大衛·佛里斯, 第9輪, 273順位被聖地牙哥教士選走
- 萊恩·卡利許（英语：Ryan Kalish）, 第9輪, 283順位被波士頓紅襪選走
- 馬克·梅蘭森, 第9輪, 284順位被紐約洋基選走
- 戴斯蒙·詹寧斯（英语：Desmond Jennings） 第10輪, 289順位被坦帕灣魔鬼魚選走
- 喬希·羅尼克, 第10輪, 294順位被辛辛那提紅人選走
- 克雷格·簡特里（英语：Craig Gentry）, 第10輪, 298順位被德州遊騎兵選走
- 克里斯·麥德倫（英语：Kris Medlen）, 第10輪, 310順位被亞特蘭大勇士選走
- 麥特·拉托斯, 第11輪, 333順位被聖地牙哥教士選走
- 布蘭登·貝爾特, 第11輪, 343順位被波士頓紅襪選走,但未簽約
- 喬丹·沃頓（英语：Jordan Walden）, 第12輪, 372順位被洛杉磯天使選走
- 麥克·麥諾（英语：Mike Minor (baseball)）, 第13輪, 379順位被坦帕灣魔鬼魚選走,但未簽約
- 丹尼爾·墨菲, 第13輪, 394順位被紐約大都會選走
- 丹尼爾·麥卡琴（英语：Daniel McCutchen）, 第13輪, 404順位被紐約洋基選走
- 麥特·拉波塔（英语：Matt LaPorta）, 第14輪, 433順位被波士頓紅襪選走,但未簽約
- 丹·朗茲勒（英语：Dan Runzler）, 第17輪, 501順位被西雅圖水手選走,但未簽約
- 克里斯·海西（英语：Chris Heisey）, 第17輪, 504順位被辛辛那提紅人選走
- 東尼·華森（英语：Tony Watson）, 第17輪, 505順位被巴爾的摩金鶯選走,但未簽約
- 喬希·雷迪克, 第17輪, 523順位被波士頓紅襪選走
- 大衛·羅伯森, 第17輪, 524順位被紐約洋基選走
- 安德魯·凱許納（英语：Andrew Cashner）, 第18輪, 528順位被科羅拉多洛磯選走,但未簽約
- 丹尼·瓦倫西亞（英语：Danny Valencia）, 第19輪, 576順位被明尼蘇達雙城選走
- 喬許·湯姆林, 第19輪, 581順位被克里夫蘭印地安人選走
- 凱西·芬恩（英语：Casey Fien）, 第20輪, 592順位被底特律老虎選走
- 多蒙尼克·布朗（英语：Domonic Brown）, 第20輪, 607順位被費城費城人選走
- 溫尼·佩斯塔諾（英语：Vinnie Pestano）, 第20輪, 611順位被克里夫蘭印地安人選走
- 柯瑞·盧布克（英语：Cory Luebke）, 第22輪, 658順位被德州遊騎兵選走,但未簽約
- 德瑞克·霍蘭德（英语：Derek Holland）, 第25輪, 748順位被德州遊騎兵選走
- 路克·葛瑞格森, 第28輪, 856順位被聖路易紅雀選走
- 赫克特·桑提亞哥（英语：Hector Santiago）, 第30輪, 915順位被芝加哥白襪選走
- 艾力克斯·桑納比亞（英语：Alex Sanabia）, 第32輪, 965順位被佛羅里達馬林魚選走
- 麥特·道恩斯（英语：Matt Downs）, 第36輪, 1,076順位被舊金山巨人選走
- J·D·馬丁尼茲, 第36輪, 1,086順位被明尼蘇達雙城選走,但未簽約
- 丹尼爾·赫雷拉（英语：Daniel Herrera (baseball)）, 第45輪, 1,345順位被德州遊騎兵選走
- 尼克·艾迪頓, 第47輪, 1,418順位被聖路易紅雀選走
- 保羅·高施密特, 第49輪, 1,453順位被洛杉磯道奇選走,但未簽約
- 賈羅德·戴森, 第50輪, 1,475順位被堪薩斯市皇家選走

### NFL球員選秀
- 萊利·庫柏（英语：Riley Cooper）, 第15輪, 457順位被費城費城人選走,但未簽約
- 傑克·洛克, 第40輪, 1,212順位被洛杉磯天使選走,但未簽約
- 以賽亞·史丹巴克（英语：Isaiah Stanback）, 第45輪, 1,342順位被巴爾的摩金鶯選走,但未簽約
- 凱爾·威廉斯（英语：Kyle Williams (wide receiver)）, 第47輪, 1,417順位被芝加哥白襪選走,但未簽約

## 外部連結
- MLB.com - 2006 Draft Tracker (all rounds)（页面存档备份，存于）
- MLB.com - Draft History（页面存档备份，存于）
- Complete draft list from The Baseball Cube database（页面存档备份，存于）

| 前任： 賈斯汀·厄普頓 | 選秀狀元 Luke Hochevar | 繼任： 大衛·普萊斯 |